# ルート・ボイマンス
ルート・ボイマンス（Ruud Boymans, 1989年4月28日 - ）は、オランダ・シッタート＝ヘレーン市ボルン出身の元サッカー選手。現役時代のポジションはフォワード。

## 経歴
フォルトゥナ・シッタートの下部組織出身で、2007年12月7日に行われたRBCローゼンダールとの一戦でトップチームデビューを飾る。2008年12月、VVVフェンローと翌シーズンからの3年契約を締結。同クラブでは46試合に出場し15ゴールを挙げた。
2011年6月27日、AZアルクマールに4年契約で移籍することが決定した。しかしAZではレギュラーの座を勝ち取ることができず、2013年1月27日にNECナイメヘンへ期限付き移籍。2013-14シーズンはヴィレムIIへローンされると、36試合27得点を記録しクラブのエールステ・ディヴィジ優勝に貢献した。
2014年6月17日、FCユトレヒトに4年契約で完全移籍することが発表された。
2016年6月6日にアラビアン・ガルフ・リーグのアル・シャバーブ・ドバイと3年契約を交わし、初の国外挑戦となった。
2020年、アルメレ・シティFCに移籍。同年8月に現役引退を表明した。

## タイトル
ヴィレムII
- エールステ・ディヴィジ : 2013-14